# Laparoscoop

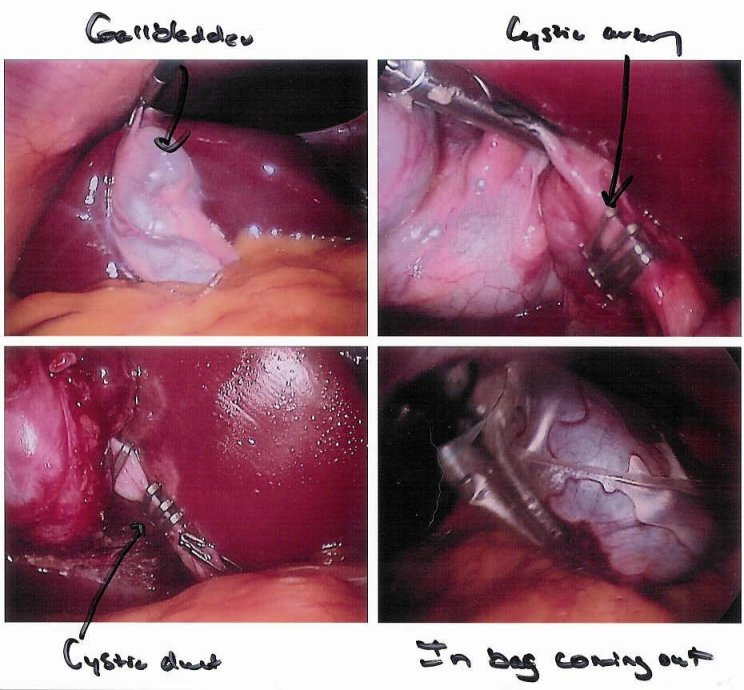
De galblaas gezien door een laparoscoop

Een laparoscoop is een lange, stevige, rechte pijp met een videocamera en een lichtbron erop gemonteerd, voor een laparoscopie: een operatie aan de buik waarbij de laparoscoop en andere dunne instrumenten via  relatief kleine sneetjes het lichaam binnengaan.
Een chirurg kan met de beelden die de laparoscoop doorgeeft aan een monitor in het lichaam kijken, en via de andere sneetjes waar nodig ingrijpen.
Operaties met een laparoscoop zijn niet altijd mogelijk. Soms omdat het instrument niet geschikt is voor betreffende operaties, soms omdat inwendige verklevingen van eerdere operaties het zicht van de laparoscoop hinderen.